# Llanito
Llanito é um dialecto misto falado em Gibraltar. Também é designado como Yanito. É uma mistura de inglês e de espanhol tendo ainda influências do árabe, do genovês, do italiano, do português, do ladino, do maltês e do hebraico
Os gibraltinos também se autodenominam Llanitos (feminino Llanitas). O termo los Llanis é também usado em La Línea, a cidade da fronteira espanhola, para descrever, com certo desprezo, os seus vizinhos, se bem que os gibraltinos não considerem como um insulto e, muitas vezes, até sentem orgulho de serem chamados de Llanis.
Para muitos estrangeiros, o llanito é incompreensível, mas para os espanhóis que compreendam o inglês, o llanito parece-lhes surpreendente e único. Também pronunciam de forma diferente as palavras inglesas, dando-lhes um sabor andaluz. Por exemplo, bacon é pronunciado como beki, bolo (cake em inglês) é pronunciado como keki e um polícia é conhecido como um bobi. Todavia, isso é mais comum entre as pessoas mais velhas, tendo a geração mais nova um calão distinto, como por exemplo, usam 'la palma' para designar a polícia.
Os gibraltinos com uma educação superior falam o espanhol, com sotaque marcadamente andaluz, e o inglês.
O Llanito não tem reconhecimento oficial e não é usado nos meios de comunicação.

## Exemplos
Llanito: Quillo, I'm telling you que no puede…
Espanhol: Tío, te digo que no puedes…
Inglês: Mate, I'm telling you you can't…
Llanito: Hay un call pa ti.
Espanhol: Tienes una llamada./Hay una llamada para ti.
Inglês: There's a call for you.
Llanito: Sí, pero at the end of the day…
Espanhol: Sí, pero al final del día…
Inglês: Yes, but at the end of the day…
Llanito: Por qué, darling?
Espanhol: ¿Por qué, querido/a?
Inglês: Why, darling?
Llanito: Cusha tio, vamo al keo pa toma papiti…
Espanhol: Oye tío, vamos a casa a comer algo…
Inglês: Listen mate, let's go home to eat something…
Llanito: How me gusta being español
Espanhol: Cómo me gusta ser español
Inglês: How I like being Spanish
Llanito: La paella is very buena
Espanhol: La paella está muy buena
Inglês: Paella tastes great
Llanito: Te llamo p´atras anyway
Espanhol: Te devuelvo la llamada de todas maneras
Inglês: I´ll call you back anyway